# Девід Данн (футболіст)
Девід Данн (англ. David Dunn, нар. 27 грудня 1979, Грейт-Гарвуд) — англійський футболіст, що грав на позиції півзахисника, зокрема, за «Блекберн Роверз» та національну збірну Англії. По завершенні ігрової кар'єри — тренер.

## Клубна кар'єра
У дорослому футболі дебютував 1997 року виступами за команду клубу «Блекберн Роверз», в якій провів шість сезонів, взявши участь у 135 матчах чемпіонату.  Більшість часу, проведеного у складі «Блекберн Роверз», був основним гравцем команди.
Протягом 2003—2007 років захищав кольори команди клубу «Бірмінгем Сіті», після чого повернувся до «Блекберн Роверз». Відіграв за команду з Блекберна ще вісім сезонів своєї ігрової кар'єри.
Завершив професійну ігрову кар'єру у клубі «Олдем Атлетик», за команду якого виступав протягом 2015—2016 років.

## Виступи за збірні
Протягом 1999–2002 років залучався до складу молодіжної збірної Англії. На молодіжному рівні зіграв у 20 офіційних матчах, забив 3 голи. Був учасником молодіжного Євро-2000 і молодіжного Євро-2002. На обох турнірах англійці припинили боротьбу ще на групових стадіях;
2002 року провів свій єдиний матч у складі національної збірної Англії.

## Кар'єра тренера
Розпочав тренерську кар'єру, ще продовжуючи грати на полі, 2015 року, ставши граючим тренером «Олдем Атлетик».
Завершивши ігрову кар'єру, повернувся 2016 року до «Блекберн Роверз», де став асистентом головного тренера молодіжної команди. З 2017 року перейшов на аналогічну посаду у тренерському штабі основної команди клубу. Влітку 2018 року залишив тренерську роботу, зазначивши, що бажає відпочити від футболу і приділити більше часу родині.
У січні 2020 року приєднався до очолюваного Саймоном Грейсоном тренерського штабу клубу «Блекпул», а вже наступного місяця, після звільнення Грейсона, був призначений виконувачем обов'язків головного тренера блекпульської команди. Під його керівництвом результати команди дещо покращилися, і він розглядався як ймовірний претендент очолити її тренерський штаб на повноцінній основі. Утім на початку березня головним тренером «Блекпула» став Ніл Крітчлі, а Данн, натамість, погодився повернутися до своєї попередньої позиції асистента головного тренера.

## Титули і досягнення
- Володар Кубка англійської ліги (1):

«Блекберн Роверз»: 2001-2002